# Albert Clerc
Albert Clerc ( nacido en 25 de junio de 1830 en Besanzón, fallecido el 10 de junio de 1918 en Saint-Denis-en-Val ) fue un ajedrecista francés.

## Biografía
Clerc, que era Magistrado , fue un promotor del Ajedrez en la Francia del Siglo XIX . Fue presidente del Círculo del Ajedrez de Besanzón y Presidente Honorario de la Académie Aixoise des Echecs. A finales de su carrera judicial, fue nombrado Consejero Honorario de la Corte de Apelación de París. Fue amigo personal del Presidente Jules Grévy , con quien tenía la costumbre de jugar al Ajedrez. Fue galardonado como Oficial de la Legión de Honor.

## Resultados destacados en Ajedrez
Jugador relevante en la Francia del último tercio del siglo XIX, participó a menudo en los torneos que se organizaban en el Café de la Régence, donde participaban habitualmente algunos de los mejores jugadores del mundo.
Ganó en el Torneo de París en 1856,  logró ser 9.º-10.º en París en 1878 ( los campeones fueron Johannes Zukertort y Szymon Winawer), y fue 4.º en París en 1890 y 1892 ( ambos torneos ganados por Alphonse Goetz ).

## Participaciones en los Campeonatos Nacionales de Francia
Clerc participó en las tres ediciones del Campeonato Nacional de Francia que se organizaron a finales del siglo XIX. Fue 2.º, tras Samuel Rosenthal , en París en 1880 ( 1.º Campeonato Nacional, que fue el primer Campeonato de Ajedrez de Francia no oficial ), fue 4.º en París en 1881 ( 2.º Campeonato Nacional, el campeón fue Edward Chamier ), y ganó, por delante de Jules Arnous de Rivière, en París en 1883 ( 3.º Campeonato Nacional).